# Phytomia bulligera
Phytomia bulligera är en tvåvingeart som först beskrevs av Austen 1909.  Phytomia bulligera ingår i släktet Phytomia och familjen blomflugor. Inga underarter finns listade i Catalogue of Life.